# Теренс Винтер
Теренс Винтер (енгл. Terence Winter; Њујорк , 2. октобар 1960) амерички је филмски и телевизијски продуцент и сценариста. Винтер је креатор, сценариста и извршни продуцент телевизијске серије Царство порока која се од 2010. емитује на каналу Ејч-Би-Оу. Пре тога, био је један од сценариста и извршних продуцената серије Породица Сопрано. Године 2013. написао је сценарио за филм Вук са Вол Стрита Мартина Скорсезеа који му је донео номинацију за Оскара у категороји „Најбољи адаптирани сценарио“.